# Feras Esmaeel
Feras Esmaeel (arab فراس إسماعيل; ur. 3 stycznia 1983 w Damaszku) – syryjski piłkarz, grający na pozycji defensywnego pomocnika.

## Kariera klubowa
Feras Esmaeel rozpoczął swoją zawodową karierę w 2002 roku w klubie Al-Jaish Damaszek. Z Al-Jaish zdobył Puchar AFC w 2004. W latach 2005–2006 był zawodnikiem klubu Al-Qardaha.
Kolejnym jego klubem była Al Karama, gdzie grał w latach 2006-2009. Z Al Karama trzykrotnie zdobył mistrzostwo Syrii w 2007, 2008, 2009, trzykrotnie Puchar Syrii w 2007, 2008, 2009 oraz Superpuchar Syrii w 2008. Od 2009 ponownie jest zawodnikiem Al-Jaish. Z Al-Jaish zdobył mistrzostwo Syrii w 2010. W latach 2011–2013 grał w irackim Zakho FC, a w 2013-2015 w innym klubie z tego kraju, Masafi Al-Wasat. W latach 2015–2016 był zawodnikiem gruzińskiego klubu Nart Suchumi.

## Kariera reprezentacyjna
W reprezentacji Syrii Esmaeel zadebiutował 17 grudnia 2002 roku w wygranym 4:0 meczu Pucharu Narodów Arabskich 2002 z Jemenem. W 2004 roku uczestniczył w eliminacjach Mistrzostw Świata 2006. W 2007 i 2008 roku uczestniczył w eliminacjach Mistrzostw Świata 2010. W 2011 został powołany na Puchar Azji. W reprezentacji rozegrał 67 spotkań i strzelił 5 bramek.